# Три дня вне закона
«Три дня вне закона» — российский фильм Тимофея Спивака, вышедший в 1992 году.

## Сюжет
Бывший морской пехотинец, а ныне шофёр одного из бывших колхозов Андрей Вавилов приезжает в город для сдачи в ремонт двигателей. На рембазе он звонит своему бывшему сослуживцу Олегу и хочет увидеться с ним. Но тот выдаёт замуж свою сестру и отказывает ему во встрече.
На обратном пути Вавилов заезжает на автозаправку и встаёт в очередь. Но неожиданно к колонке подъезжают наглецы и без очереди хотят заправиться. Вавилов даёт отпор наглецам, они пытаются избить его. Обороняясь, Вавилов бьёт одного из них по лицу, тот падает и теряет сознание. Вокруг собрались водители и вызвали милицию. Вавилова арестовывают. На допросе Андрей пытается объяснить следователю, что он не виноват и всё вышло случайно. Но следователь не хочет его понимать и встаёт на сторону потерпевшего. Вавилов грубит ему, и тот решает перевести Вавилова из КПЗ в СИЗО. Вавилова перевозят в СИЗО в автомобиле спецперевозки (автоЗАК) вместе с тремя подследственными. Они провоцируют его на драку и вынуждают конвойного открыть решётку для локализации конфликта. Преступники нападают на конвойных, вырубают их, забирают оружие. Один пистолет они отдают Андрею и нажимают кнопку экстренной связи с кабиной автоЗАКа. Автомобиль останавливается. Конвойный, ехавший в кабине, открывает дверь. Преступники стреляют в него и в водителя, а затем скрываются. Вавилов тоже убегает. Вавилов решает сдаться властям и идёт в ближайшее отделение милиции. В его присутствии объявляется общегородская тревога по поводу побега подследственных, и он передумывает сдаваться.
Позвонив своему бывшему сослуживцу Олегу, он приходит к нему домой. Тот ещё не отошёл от свадьбы сестры, накрывает стол и ведёт шутливый разговор, не давая Андрею рассказать о его удручающем положении. Олег хвалится, что его сестра Маша вышла замуж за очень крутого бизнесмена Александра Ивановича Мезенцева и что он помогает Олегу в бизнесе. Вскоре приходит помыться и сама Маша. Андрей поражён красотой молодой девушки, ведь он помнил её ещё маленькой. Она уходит в ванную, и Андрей всё-таки рассказывает Олегу, что был задержан за нанесение тяжких телесных повреждений, и о своём побеге. Тут раздаётся звонок в дверь. Андрей прячется в спальне, а Олег открывает дверь. Андрей видит, как в комнату входит Олег и ещё трое мужчин. Они начинают предъявлять Олегу претензии. Из разговора становится понятно, что фирма Олега как-то связана с Александром Мезенцевым. Он подкидывал Олегу прибыльные валютные дела, а Олег платил своим компаньонам только рубли. Это каким-то образом всплыло, и обманутые сообщники пришли разбираться. Олег начинает в ответ напирать на них, хватает одного за грудки, но самый здоровый из пришедших по прозвищу Гриль бьёт Олега по шее, и тот падает как подкошенный. Осмотрев Олега, они поняли, что он мёртв. В это время из ванной вышла Маша и увидела бездыханное тело Олега и троих мужчин. Она кинулась к Олегу, но её схватили и пытались изнасиловать. В это время Андрей выскочил из комнаты, вырубил всех троих и, схватив Машу, выбежал из квартиры.
Поражённые случившимся, они поймали попутку и приехали к Маше домой. Маша попыталась объяснить мужу, что Олега убили какие-то люди, но он ревнует свою жену и не верит в её рассказ. Тогда уже Андрей объясняет Мезенцеву, что его валютные дела с Олегом всплыли и его за это убили. По описанию убийцы Олега Мезенцев понимает, что это были люди крупного авторитета Василия Петровича по прозвищу «Механик». Мезенцев является звеном империи Механика и часть прибыли должен был отдавать ему. Но с дел с Олегом он ему не платил, и раз у Олега был человек Механика, то и самому Механику уже обо всём известно. Осознавая это, он спешит к Механику, надеясь личным визитом и раскаянием искупить вину и спасти себе жизнь.
После отъезда Мезенцева Андрей выходит покурить на лестничную площадку и видит в окно, что к дому подъехали те самые люди, которые убили Олега. Он бежит в квартиру за Машей, но та находится в шоковом состоянии и не может адекватно оценивать опасное положение. Андрей слышит звук открывающейся двери лифта и понимает, что бежать поздно. Он достаёт пистолет и прячется. Вошедших людей он берёт на мушку, запирает в ванной и для устрашения стреляет в дверь ванной, а затем вместе с Машей покидает квартиру.
В это время Мезенцев находится у Механика и пытается выгородить себя. Механик предлагает ему избавиться от Маши как от свидетельницы. Мезенцев соглашается и готов даже помочь в этом. Он озвучивает Механику вероятные места появления Маши — её мать или подруга Марина.
Андрей и Маша действительно отправляются к матери Маши. Мезенцев звонит матери Маши и расспрашивает её о дочери. К дому матери Маши направляются люди Механика. Андрей понимает, что за Машей началась охота, и они покидают дом. Возле дома они видят, что люди Механика отправились в подъезд. В машине остался только один водитель. Андрей угрожает ему пистолетом, и тот выбегает из машины. На машине Андрей и Маша едут в лес и там ночуют, а утром направляются к подруге Маши Марине. Но Мезенцев уже предупредил её о вероятном визите Маши с мужчиной. Он наплёл ей, что это Машин любовник, и Марина согласилась помочь Мезенцеву разобраться с ним.
Андрей не доверяет Марине и после странного телефонного звонка и ухода Марины в магазин понимает, что тут что-то не так. Раздаётся звонок в дверь. Андрей прячет Машу за шторой и говорит вошедшей Марине, что Маша пошла за ней. В квартиру врываются люди Механика вместе с Мезенцевым и избивают Андрея. Андрей пытается выкрутиться из положения и говорит Грилю, что в теме с валютой был в доле ещё один их компаньон. Гриль выводит всех из квартиры для разговора с Андреем «один на один», но тот нападает на него и вырубает. Вместе с Машей они покидают дом через чёрный ход и едут к Андрею в деревню.
Мезенцев понимает, что вляпался по-крупному, и решает скрыться. Он едет домой за деньгами, но там его поджидает Механик. Он убивает Мезенцева, чтобы оборвать ниточку, ведущую к своей персоне, и забирает деньги. Механику уже известна личность Андрея, так как шумиха вокруг побега подследственных поднялась серьёзная. Механик легко вычисляет, что один из сбежавших — это Андрей, и наводит о нём справки. Понимая, что Андрей поедет в свою деревню, Механик берёт людей и едет туда.
В деревне Андрей рассказывает всю ситуацию Михаилу Васильевичу Торопову, человеку с большим жизненным опытом (в том числе и тюремным). Андрей понимает, что преступники не оставят Машу и его в покое. Вместе с Тороповым они решают уничтожить бандитов и устраивают им засаду. Они заманивают бандитов в ловушку в районе карьера, Андрей расстреливает автомобиль с бандитами и их вместе с машиной закапывают в карьер. Наутро Андрей идёт в милицию сдаваться.

## В ролях
| Актёр              | Роль                                                    |
| ------------------ | ------------------------------------------------------- |
| Дмитрий Щербина    | бывший морской пехотинец Андрей Вавилов главный герой   |
| Евгения Крюкова    | Маша главная героиня                                    |
| Владимир Андреев   | «Механик» (Василий Петрович) главарь бандитов           |
| Игорь Янковский    | Александр Иванович Мезенцев муж Маши                    |
| Станислав Стрелков | бывший сослуживец Андрея Олег Павлов брат Маши          |
| Николай Савосин    | Гриль бандит из банды Механика                          |
| Анатолий Егоров    | Лёня Сурик бандит из банды Механика, компаньон Олега    |
| Ренат Лайшев       | Муса бандит из банды Механика                           |
| Сергей Зуев        | Фока бандит из банды Механика                           |
| Василий Бочкарёв   | Семаков следователь                                     |
| Ирина Губанова     | мать Маши                                               |
| Алексей Ванин      | Трофим Самсонович отец Маши                             |
| Лада Негруль       | Марина подруга Маши                                     |
| Марина Левтова     | Ольга сестра Андрея                                     |
| Юрий Назаров       | «Миха» (Михаил Васильевич Торопов) односельчанин Андрея |
| Людмила Полякова   | Варвара Торопова жена Михи                              |
| Вячеслав Баранов   | тракторист Костя односельчанин Андрея                   |
| Владимир Носик     | Иван Локтев односельчанин Андрея                        |
| Владимир Смирнов   | тракторист Ефим односельчанин Андрея                    |
| Олег Савосин       | Лялин человек на бензоколонке                           |
| Фёдор Муравлев     | Воронин человек на бензоколонке                         |
| Игорь Ильин        | водитель «Волги»                                        |
| Виктор Бунаков     | лейтенант милиции, дежурный в отделении                 |
| Вячеслав Жариков   | эпизод                                                  |

## Озвучивание
- Тимофей Спивак — Андрей Вавилов
- Мария Овчинникова — Маша
- Вадим Андреев — Олег Павлов
- Дмитрий Полонский — Воронин
- Юрий Саранцев — Лялин
- Алексей Золотницкий — Шеленков
- Сергей Чекан — свидетель на бензоколонке
- Игорь Тарадайкин — заключённый
- Александр Рахленко — Фока

## Съёмки
Съёмки проводились в городе Борисоглебске Воронежской области.